# PGA Seniors Championship 2012
Het PGA Seniors Championship is een golftoernooi dat deel uitmaakt van de Europese Senior Tour. Het toernooi werd van 7-10 juni 2012 voor het vijfde achtereenvolgende jaar op de Hunting Course van de De Vere Slaley Hall in Noord-Engeland gespeeld. Titelverdediger was Andrew Oldcorn. Het prijzengeld was £ 250.000.
Dit was het vierde toernooi van 2012. Na drie toernooien stond Roger Chapman aan de leiding van de Order of Merit, nadat hij het US Senior PGA Kampioenschap in mei won. De tweede plaats werd ingenomen door Gary Wolstenholme en de derde plaats werd gedeeld door David Frost, Bernhard Langer, Sandy Lyle en Peter Senior. De laatste vier speelden dit toernooi niet. Na dit toernooi volgde het Van Lanschot Senior Open op de Koninklijke Haagsche Golf & Country Club.

## Spelverloop

#### Ronde 1
Bob Cameron was met -4 een paar minuten clubhouse leader, want Mark James, die een week eerder tweede was geworden op de Benahavís Senior Masters in Spanje, miste maar drie greens, maakte zes birdies en stond met -5 urenlang aan de leiding. De enige die nog -5 kon maken, was Jeff Hall die op -4 stond en nog vijf holes moest spelen. Hij maakte echter twee bogeys en eindigde op de 3de plaats. De vierde plaats werd gedeeld door zeven spelers met een score van -2. Er stonden 16 spelers onder par.

#### Ronde 2
Er was zoveel regen gevallen dat de baan op veel plaatsen blank stond. Het toernooi werd ingekort tot 54 holes. De baan werd om 13:00 uur gesloten; zaterdag zou de ronde worden afgemaakt, en zondag zou de derde en laatste ronde worden gespeeld.
 Door het slechte weer maakten weinig spelers een ronde onder par. Bob Cameron maakte +4 en zakte toch maar acht plaatsen. De beste dagronde was van Andrew Murray die daarmee naar de 2de plaats steeg.

#### Ronde 3
Na alle regen die zaterdag nog viel, was de baan toch weer behoorlijk speelbaar. 
 Nadat Mark James op hole 10 een bogey maakte, stonden hij en Anders Forsbrand samen aan de leiding met -4 en werden ze achtervolgd door Oldcorn die op -3 stond. Peter Mitchell, Peter Smith en Paul Wesselingh stonden toen op -2. Tijdens de laatste holes veranderde veel. Terwijl Mark James op hole 14 zijn vierde bogey van de dag maakte en Oldcorn zijn vierde birdie, maakte Wesselingh op hole 15 (in de partij voor hen) zijn vierde birdie op rij waarna hij aan de leiding stond, met Oldcorn op de tweede plaats en Mark James op de derde plaats. Toen Wesselingh zijn kaart inleverde, stond hij nog aan de leiding, en moest afwachten of Oldcorn of Forsbrand met een birdie zouden eindigen om tot een play-off te komen. Beiden maakten een par en rookie Paul Wesselingh won het vierde toernooi dat hij op de Senior Tour speelde.
George Ryall, de winnaar van 2011, maakte dit toernooi +8 en eindigde op de 44ste plaats. Peter Smith speelde een goed toernooi en werd gedeeld vijfde. Door deze top-10 plaats mocht hij in het volgende toernooi spelen, het Van Lanschot Senior Open. De andere negen spelers uit deze top-10 stonden al op de deelnemerslijst.
- Leaderboard

| Naam             | R1 | R1  | Stand | R2 | R2  | Totaal | Stand | R3 | R3  | Totaal | Stand |
| ---------------- | -- | --- | ----- | -- | --- | ------ | ----- | -- | --- | ------ | ----- |
| Paul Wesselingh  | 72 | par | T15   | 71 | -1  | -1     | T5    | 67 | -5  | -6     | 1     |
| Andrew Oldcorn   | 72 | par | T15   | 69 | -3  | -3     | T2    | 70 | -2  | -5     | T2    |
| Anders Forsbrand | 70 | -2  | T4    | 71 | -1  | -3     | T2    | 70 | -2  | -5     | T2    |
| Mark James       | 67 | -5  | 1     | 72 | par | -5     | 1     | 74 | +2  | -3     | 4     |
| Peter Fowler     | 72 | par | T15   | 70 | -2  | -2     | 4     | 73 | +1  | -1     | T5    |
| Peter Smith      | 70 | -2  | T4    | 73 | +1  | -1     | T5    | 72 | par | -1     | T5    |
| Andrew Murray    | 72 | par | T15   | 71 | -1  | -1     | T5    | 76 | +4  | +3     | T17   |
| Bob Cameron      | 68 | -4  | 2     | 76 | +4  | par    | T10   | 76 | +4  | +4     | T22   |
| Wraith Grant     | 70 | -2  | T4    | 73 | +1  | -1     | T5    | 78 | +6  | +5     | T29   |
| Chris Williams   | 70 | -2  | T4    | 73 | +1  | -1     | T5    | 80 | +8  | +7     | T39   |
| Jeff Hall        | 69 | -3  | 3     | 78 | +6  | +3     | T27   | 77 | +5  | +8     | T43   |

| Leider |  | Toernooirecord |  | MC = Missed Cut |

## Spelers
| - Peter Allan - Tony Allen - Shaun Ball - Graham Banister - Peter Barber - Keith Baxter - Mark Belsham - Stephen Bennett - Charlie Bolling - Gary Bothwell - Gordon Brand Jr. - Gordon J. Brand (2008) - Matt Briggs - Jerry Bruner - Terry Burgoyne - Delroy Cambridge - Bob Cameron - Horacio Carbonetti - Paul Carman - Tony Charnley - Steve Cipa - Mike Cunning - Rodger Davis - Ross Drummond - Philippe Dugeny - Denis Durnian - Campbell Elliott - Tim Elliott - Marc Farry | - Lee Fickling - Anders Forsbrand - Peter Fowler - Mike Gallagher - Dusan Gavrilovic - Rick Gibson - John Gould - Wraith Grant - Richard A Green - Claude Grenier - Chris Hall - Jeff Hall - Bill Hardwick - John Harrison - Phil Harrison - Steve Harrison - Garry Harvey - Mike Harwood - Charles Haynes - Jimmy Heggarty - Peter Horrobin - Domingo Hospital - David James - Mark James - Nick Job - Mitch Kierstenson - John King - Glyn Krause - Graham Laing | - Barry Lane - Bobby Lincoln - Bill Longmuir (2003) - Fraser Mann - Gordon Manson - Miguel Ángel Martín - Carl Mason (2004, 2007, 2009) - Richard Masters - Jeff Mathews - Stephen McAllister - Stephen McNally - David Merriman - Mike Miller - Nick Mitchell - Peter Mitchell - Mark Mouland - James Murphy - Andrew Murray - Gerry Norquist - Peter O'Hagan - Andrew Oldcorn (2011) - Denis O'Sullivan - Dave Padgett - Iain Parker - Kevin Phillips - Manuel Piñero - Terry Price - Juan Quiros - Glenn Ralph | - Noel Ratcliffe - Roger Roper - Brian Rumney - David J Russell (2010) - George Ryall - Jean Pierre Sallat - Andrew Sherborne - Bertus Smit - Peter A Smith - Des Smyth - Kevin Spurgeon - Barrie Stevens - Tony Stevens - Mark Stokes - Gary Stubbington - Ken Tarling - Tim Thelen - Sam Torrance (2005, 2006) - Gordon Townhill - Laurie Turner - Steve Van Vuuren - Philip Walton - Alastair Webster - Robert Webster - Russell Weir - Paul Wesselingh - Murray White - Chris Williams - Gary Wolstenholme |